# Vick Pratt
Victoria Ainsle "Vick" Pratt (Condado de Bruce, Ontário, 18 de dezembro de 1970) é uma atriz canadense.

## Filmografia
- The Last Heist (2016)
- Wednesday's Child (2007)
- Brotherhood of Blood (2007)
- What Love Is (2007)
- Day Break (2006-2007)
- Her Fatal Flaw (2006)
- Kraken: Tentacles of the Deep (2006)
- House of the Dead 2 (2005)
- Mayday (2005)
- Murder at the Presidio (2005)
- Comedy Hell (2005)
- Hush (2005) (TV)
- Mutant X (2001-2004)
- The Mallory Effect (2002)
- Cleopatra 2525 (2000-2001)
- Blacktop (2000)
- Whatever It Takes (1999)
- Forbidden Island (1999)
- Xena: Warrior Princess (1998)
- Once a Thief (1997-1998)
- Go for It! (1996)